# Viševce

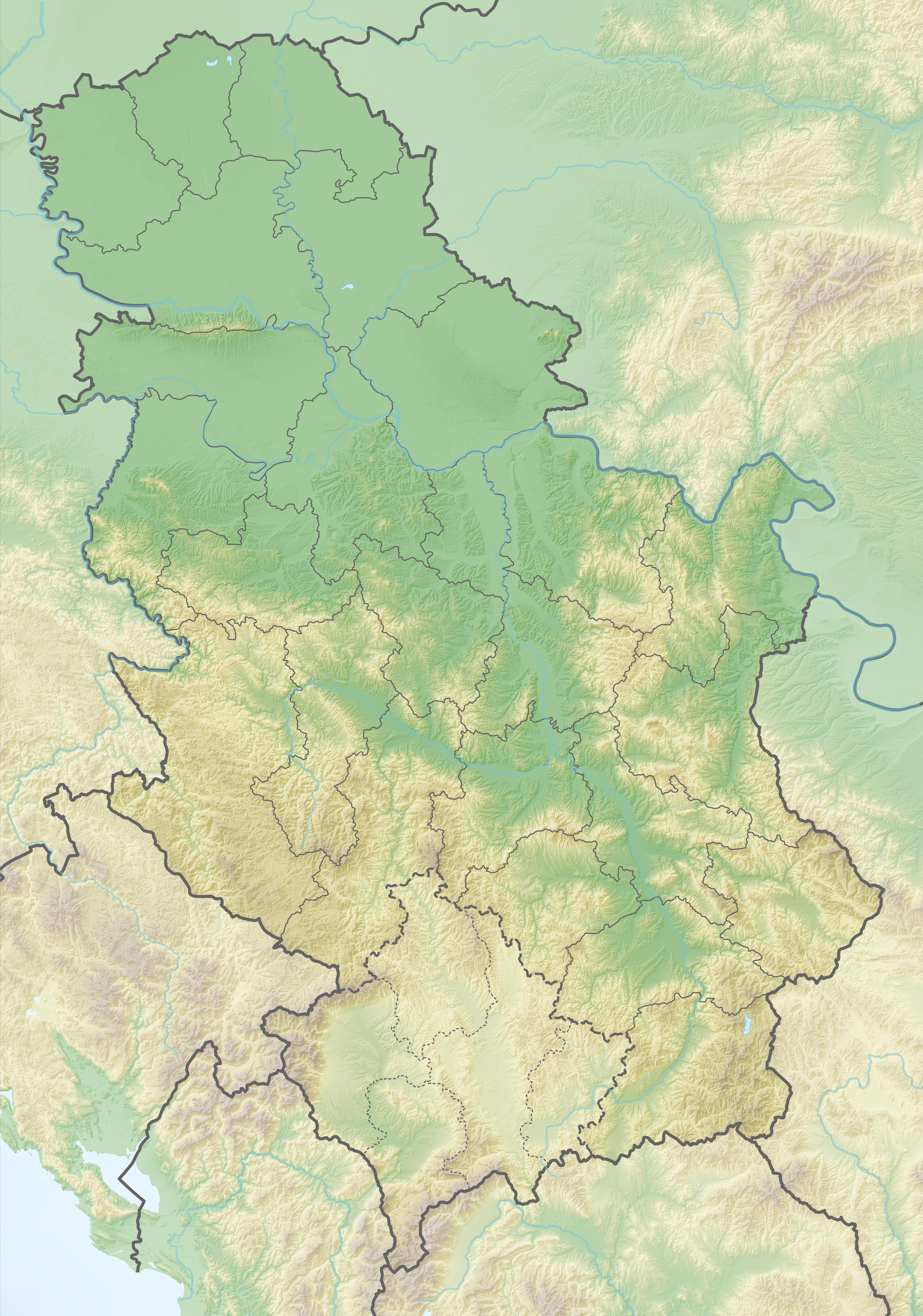
Mapa de Relevo Sérvia Fundo topográfico: Missão de Topografia do Radar da NASA (domínio público)

Viševce (em cirílico: Вишевце) é uma vila da Sérvia localizada no município de Vranje, pertencente ao distrito de Pčinja, na região de Južno Pomoravlje. A sua população era de 56 habitantes segundo o censo de 2011.

## Demografia
| 1948 | 1953 | 1961 | 1971 | 1981 | 1991 | 2002 | 2011 |
| ---- | ---- | ---- | ---- | ---- | ---- | ---- | ---- |
| 381  | 397  | 329  | 348  | 291  | 158  | 92   | 56   |